# رایتس
رایتس (به آلمانی: Rajetz) یک شهرک در اسلواکی با جمعیت ۶٬۰۷۸ نفر است که در Žilina District واقع شده‌است.